# Disney Channel (Europe du centre et de l'est)
Disney Channel (Europe de l'Est et Centrale) est une chaîne de télévision jeunesse, propriété de Disney-ABC Television Group, diffusée en Roumanie, Bulgarie et dans d'autres pays d'Europe de l'Est et Centrale. La chaîne était anciennement connue sous  Fox Kids, et ensuite sous Jetix. Elle est diffusée en six langues différentes (utilisant le DVB): en roumain, en anglais, en bulgare, en tchèque, en slovaque, en hongrois. Seules les publicités sont exposées en roumain, en bulgare, en tchèque, en slovaque, en hongrois.

## Historique
- 1er avril 1999 - Fox Kids est diffusé en Roumanie, Moldavie, Russie et en Bulgarie.
- Novembre 2000 - Fox Kids est diffusé en Hongrie.
- Février 2001 - Fox Kids est diffusé en République tchèque et en Slovaquie.
- 1er janvier 2005 - Fox Kids est renommé Jetix.

Le 11 août 2008, Jetix a diffusé pour la première fois des émissions de Disney en Roumanie et en Bulgarie, des séries telles que Kim Possible, Phinéas et Ferb, American Dragon et Hannah Montana. High School Musical a été diffusé le 22 août 2008 et High School Musical 2 a été diffusé le 1er novembre 2008. L'émission a entièrement été doublée en roumain, et une traduction de Kim Possible en Bulgarie a été diffusée le 20 octobre 2008 sur BNT Channel 1). High School Musical 2 a aussi été doublé.
Une fois le changement de Jetix en Disney XD acquis avec succès, le 13 février 2009 aux États-Unis, le groupe de Disney-ABC Television renomme Jetix France en Disney XD le 1er avril 2009. Les autres chaînes Jetix à travers l'Europe devaient tous être changés d'ici l'année 2009,.Récemment, Disney a annoncé que la chaîne Jetix serait remplacée par Disney Channel, dans certains pays d'Europe de l'Est et centrale (soit la Hongrie, la Roumanie, la République tchèque, la Slovaquie et la Bulgarie). La chaîne aurait été intronisée pour la première fois dans ces pays. Le 19 septembre 2009, Jetix est renommé Disney Channel. En Roumanie et en Bulgarie, Disney Channel est diffusé en boucle avec seulement deux bandes sons adaptées à leur langue. Bientôt, une bande son russe sera disponible.
Le 19 septembre 2009, Disney Channel renomme Jetix en Bulgarie, en République tchèque, en Hongrie, en Moldavie, en Roumanie et en Slovaquie. Mais, en Russie, la chaîne est toujours diffusée en tant que Jetix. La chaîne de Disney Channel est aussi disponible en Serbie grâce aux sous-titres en langue serbe.
Le 10 août 2010, Disney Channel remplace Jetix en Russie.

## Playhouse Disney
Playhouse Disney a été lancé le même jour que la chaîne Disney Channel.

### Programmes
- Manny et ses outils
- Mes amis Tigrou et Winnie
- La Maison de Mickey
- Les Petits Einsteins
- Bienvenue à Lazy Town
- Lalaloopsy

#### Films
- Spooksville
- Trouver Nemo

#### Dessins Animés
- Doc McStuffins
- La Maison de Mickey

## Programmes de Jetix (EEC)
Liste des programmes de Jetix (Europe de l'Est et Centrale) diffusés depuis septembre 2009:
- Galactik Football
- H2O
- Jimmy L'intrépide
- Kid vs. Kat
- Bienvenue à Lazy Town
- Monster Buster Club
- Ōban, Star-Racers
- Pokémon DP : Battle Dimension (nouveaux épisodes)
- Pokémon: Perle et Diamant
- Power Rangers : Force mystique
- Power Rangers : Opération Overdrive
- The Kids from Room 402
- Transformers: Animated
- Sacré Andy !
- Le Monde de Quest
- American Dragon: Jake Long
- Camp Rock
- Hannah Montana
- Hannah Montana: Live in London
- Miley Cyrus: Live in Berlin
- High School Musical
- High School Musical 2
- High School Musical: The Concert
- Jonas Brothers: Live in London
- Jonas Brothers: Living the Dream
- Kim Possible
- Phinéas et Ferb
- A.T.O.M.
- La Bataille des planètes
- Beetleborgs
- Bureau des detecteurs d'alien
- Button Nose
- Creepy Crawlers
- Dark Oracle
- Diabolik
- Marshall et Simon
- Marshall et Simon : Une nouvelle dimension
- Les Quatre Fantastiques
- Chair de poule
- Hutchy le petit prince orphelin
- Iggy Arbuckle
- Iron Man
- Mad Jack le Pirate
- Saban's Masked Rider
- Monster Farm
- Monster Warriors
- Naruto
- NASCAR Racers
- PorCité
- Peter Pan no Bōken
- Planète Sketch
- RoboBlatte
- Shaman King
- Shuriken School
- Mega Robot Super Singes Hyperforce Go !
- Team Galaxy
- Mes parrains sont magiques
- L'Incroyable Hulk
- La Nouvelle Famille Addams
- SOS Fantômes
- Super Zéro
- Tutenstein
- Urban Vermin
- W.I.T.C.H.
- X-Men
- Yin Yang Yo!